# Верле, Лу
Лу Верле (фр. Loup Verlet) — французский физик, пионер в Молекулярно-кинетической теории. В 1967 году написал статью, где разработал Метод Стёрмера — Верле и перечень Верле(при помощи которого отслеживают окрестности каждой молекулы, чтобы ускорить расчеты взаимодействий между ними). Также был историк и философ и в конце жизни обращался к психоанализу в своих трудах.